# C7H11NO5
化学式C7H11NO5（摩尔质量：189.17 g/mol）可以指：
- N-乙酰谷氨酸，混合CAS号：5817-08-3 
  - (R)-异构体，CAS号：19146-55-5 
  - (S)-异构体，CAS号：1188-37-0
- 乙酰氨基丙二酸二甲酯，CAS号：60187-67-9

|  | 这个同类索引页列出了具有相同分子式的化学物（即同分異構體）条目。 除非您是有意链接至本页，否则应将相应条目的内部链接指向正确的条目。 |